# Alonso Alegría
Alonso Alegría (* 14. Juli 1940 in Santiago de Chile) ist ein peruanischer Theaterregisseur, Theaterleiter, Theaterautor und Drehbuchautor.

## Leben
Der Sohn des Schriftstellers Ciro Alegría und der Pianistin Rosalia Amézquita wuchs in Lima auf. Von 1958 bis 1962 studierte er Kunstgeschichte an der dortigen Universität, anschließend an der Yale University in New Haven (Connecticut). 1964 erwarb er den B. A., 1966 den M. A. in Dramatik und Dramaturgie, 1967 das Diplom in Regie. 
1968 übernahm Alegría die Leitung des Universitätstheaters Lima. 1969 wurde im Premio Casa de las Américas sein in über 50 Ländern nachgespieltes Stück Die Überquerung des Niagara-Falls (El cruce sobre el Niágara) uraufgeführt. Er war Gründungsdirektor und von 1971 bis 1978 Hauptregisseur des Teatro Nacional Popular in Lima. Von 1979 bis 1987 wirkte er als Gastprofessor für Theaterwissenschaft an verschiedenen Universitäten in den USA, 2006 am Middlebury College in Middlebury (Vermont).
Ferner lehrte er Dramaturgie und Regie an der privaten Pontificia Universidad Catolica del Peru und leitete eine private Amateurtheatergruppe. An in- und ausländischen Theatern inszenierte er eigene und fremde Stücke. 1981 wurde in Potsdam sein Schauspiel Der weiße Anzug (El terno blanco) uraufgeführt. Gelegentlich betätigte er sich als Drehbuchautor und Schauspieler. Für die Jazz-Oper Libertad von Didier Lockwood (Uraufführung 2003) schrieb er das Libretto.